# 1. Amateurliga Südbaden 1973/74
Die 1. Amateurliga Südbaden 1973/74 war die 24. Saison der 1. Amateurliga im Fußball in Südbaden – dem Vorläufer der heutigen Verbandsliga Südbaden. Südbadischer Amateurmeister wurde der Offenburger FV. Durch die Einführung der zweigeteilten 2. Fußball-Bundesliga gab es keine Aufsteiger aus der 1. Amateurliga. Der SV Oberkirch, der Kehler FV und der SV Waldkirch mussten in die 2. Amateurliga absteigen. Aufsteiger aus der 2. Amateurliga für die folgende Saison waren der SV Kirchzarten und der FC Konstanz. Als Absteiger aus der Regionalliga kam der Freiburger FC.
Im Rahmen der Einführung der 2. Fußball-Bundesliga 1974 schieden die südbadischen Vereine DJK Konstanz, FC Gottmadingen, FC Singen und der FC Villingen aus der Schwarzwald-Bodensee-Liga aus und kehrten in die 1. Amateurliga Südbaden zurück.
Wer als südbadische Teilnehmer an den deutschen Amateurmeisterschaften 1974 teilnahm, wurde am 11. Mai 1974 in einem Entscheidungsspiel zwischen Südbaden-Meister Offenburger FV und Schwarzwald-Bodensee-Meister FC Villingen im Freiburger Möslestadion ausgetragen, das der FC Villingen mit 4:2 für sich entschied. Bei der Amateurmeisterschaft scheiterten diese in der 2. Runde am FK Clausen.

## Abschlusstabelle
| Pl. | Verein                | Sp. | Tore  | Punkte |
| --- | --------------------- | --- | ----- | ------ |
| 01. | Offenburger FV        | 30  | 81:22 | 52:08  |
| 02. | FC Emmendingen        | 30  | 66:32 | 43:17  |
| 03. | SV Weil               | 30  | 76:38 | 41:19  |
| 04. | Bahlinger SC          | 30  | 42:30 | 40:20  |
| 05. | FV Ötigheim           | 30  | 55:40 | 39:21  |
| 06. | SC Freiburg           | 30  | 62:35 | 37:23  |
| 07. | FV Lörrach            | 30  | 55:50 | 30:30  |
| 08. | SC Baden-Baden (M)    | 30  | 50:46 | 29:31  |
| 09. | Lahrer FV             | 30  | 42:44 | 28:32  |
| 10. | FC Rastatt            | 30  | 62:54 | 27:33  |
| 11. | SV Bühlertal (N)      | 30  | 49:63 | 27:33  |
| 12. | Sportfreunde Freiburg | 30  | 55:71 | 25:35  |
| 13. | SV Laufenburg (N)     | 30  | 44:64 | 21:39  |
| 14. | SV Oberkirch          | 30  | 43:86 | 18:42  |
| 15. | Kehler FV             | 30  | 39:78 | 13:47  |
| 16. | SV Waldkirch          | 30  | 31:99 | 10:50  |